# 堀美臣
堀 美臣（ほり よしおみ、1946年（昭和21年） - 2009年（平成21年）3月7日）は、日本の撮影監督。東映東京撮影所契約カメラマン。

## 人物・来歴
- 幼年期、青年期を熊本県人吉市で過ごす。大学卒業後、東映東京撮影所に入社。
- 新日本スポーツ連盟練馬支部創立に参加。
- 撮影監督・飯村雅彦に師事。
- 2009年3月7日、肝臓ガンのため死亡。享年63。

## 活動
- 撮影助手時代
  - 「仁義なき戦い」シリーズ
  - 「首都消失」（1987年）
  - 「文学賞殺人事件 大いなる助走」（1989年）
  - 「仮面ライダー3D」（夕張ファンタスティック映画祭）計測
  - 「遠き落日」セカンドユニットカメラ

- 撮影監督時代
  - 森のシンフォニー（「大阪花と緑の博覧会」展示映像「東映美術」制作）
  - 女バトルコップ　愛と哀しみの走査線（1990年、東映ビデオ）
  - REX 恐竜物語（1993年、松竹）セカンドユニット
  - 土方巽 夏の嵐 2003 - 1973 燔犧大踏鑑（2003年、配給、荒井事務所＝イメージフォーラム）
  - 記憶と記録の間で Afterimages（2009年 遺作）

| スタブアイコン | サブスタブ | この項目は、まだ閲覧者の調べものの参照としては役立たない、人物に関連した書きかけの項目です。この項目を加筆・訂正などしてくださる協力者を求めています（P:人物伝/PJ:人物伝）。 |